# Siebenbürger Zeitung
Siebenbürger Zeitung a fost primul ziar din Transilvania. Primul număr a apărut pe 2 ianuarie 1784 la Sibiu, din presa tipografului Martin Hochmeister. După 1789 publicația a fost continuată de Martin Hochmeister cel Tânăr. A apărut săptămânal, până în 1862, când s-a unit cu Hermannstädter Zeitung.
De trei ori pe an apărea cu suplimentul gratuit Siebenbürgische Provinzialblätter.

## Istoric
Între 1788-1791 s-a numit Hermannstädter Kriegsbote („Curierul sibian de război”), apoi Siebenbürger Bote. Zeitschrift für vaterländische Interessen, Geschichte und Landeskunde, Weltchronik. Tirajul inițial a fost de 200 de exemplare.